# Kuala Bangka
Kuala Bangka is een bestuurslaag in het regentschap Labuhan Batu Utara van de provincie Noord-Sumatra, Indonesië. Kuala Bangka telt 6335 inwoners (volkstelling 2010).